# Donus
Donus, född i Rom, död 11 april 678 i Rom, var påve från den 2 november 676 till sin död.

## Biografi
Donus var son till en romare vid namn Mauritius. Han konsekrerades till biskop av Rom den 2 november 676, som Adeodatus II:s efterträdare, efter att Heliga stolen varit vakant i fyra månader och 17 dagar.
Mycket få uppgifter finns bevarade om Donus. Liber Pontificalis berättar att han lät stenbelägga atriet framför Peterskyrkan med stora vita marmorblock. Han restaurerade också kyrkan Sant'Eufemia vid Via Appia, och reparerade antingen San Paolo fuori le Mura eller den lilla kyrkan som upprests på den plats där Petrus och Paulus skildes åt innan de led martyrdöden.
Under Donus pontifikat bilades tvisten som uppstått när ärkebiskop Maurus av Ravenna försökte göra Ravenna autocefal, genom att ärkebiskop Reparatus av Ravenna förklarade Heliga stolen sin lydnad. De nestorianska munkarnas koloni, Monasterium Boetianum, i det syriska klostret i Rom upptäcktes under Donus tid som påve. Donus sägs ha skingrat dem genom att placera dem i olika religiösa inrättningar i staden, och att ha överlämnat deras kloster till några romerska munkar.
Efter ett kort pontifikat avled Donus och begravdes i Peterskyrkan. En mosaik som föreställde honom kunde tidigare beskådas i Santa Martina vid Forum Romanum.